# Michela Andreozzi
Michela Andreozzi (Roma, 4 luglio 1967) è una regista, attrice, conduttrice radiofonica e sceneggiatrice italiana.

## Biografia
Dopo aver studiato recitazione al Teatro Argentina di Roma, si laurea in Filmologia presso il Dams dell'Università degli Studi Roma Tre, per poi concludere gli studi con un corso di sceneggiatura tv con la Scuola Holden di Torino.
Giovanissima, inizia a lavorare in televisione per Gianni Boncompagni nelle redazioni dei varietà Domenica in (Rai 1) e Non è la Rai  (Canale 5) dove presta anche la voce ad alcune ragazze del cast, incidendo canzoni inserite poi nelle compilation del programma.
Nel 1996 crea con Francesca Zanni il duo comico Gretel & Gretel,: partecipano a numerose trasmissioni televisive tra cui  Zelig - Facciamo cabaret (Italia1) e Quelli che il calcio e... (Rai2). Conducono due edizioni dello show Bigodini (Italia1), nonché diversi programmi radiofonici, tra cui WWW punto G (RDS), poi si separano nel 2002. Prosegue da sola il suo percorso di attrice comica partecipando a diverse trasmissioni televisive come Colorado (Italia 1). 
Dal 2009 al 2012 conduce con Federica Gentile il programma radiofonico quotidiano Brave ragazze (Rai Radio 2).
A teatro è diretta tra gli altri da Gigi Proietti, Angelo Longoni, Federico Moccia, a fianco di Piefrancesco Favino, Max Tortora, Giampaolo Morelli. Dal 2010 scrive e porta in scena gli assolo A letto dopo Carosello, L'amore al Tempo delle Mele  e la piece francese Maledetto Peter Pan, in cui interpreta tutti i personaggi. Come autrice e regista firma diversi spettacoli, tra cui  Figlie di Eva, che interpreta a fianco di Maria Grazia Cucinotta e Vittoria Belvedere, diretta da Massimiliano Vado.
Molti i suoi ruoli da protagonista e comprimaria nelle fiction: La squadra (Rai 3), 7 vite (Rai 2), Il commissario Manara (Rai 1), Distretto di Polizia (Can5), Rimbocchiamoci le maniche (Can5).
Al cinema debutta come attrice in Basilicata Coast to Coast, di Rocco Papaleo, ed è successivamente nel cast di numerose commedie, diretta da Fausto Brizzi, Leonardo Pieraccioni, Massimiliano Bruno, Paolo Genovese, Carlo Vanzina, Gabriele Pignotta, Alessio Maria Federici, Paolo Ruffini, Volfango De Biasi.
Come sceneggiatrice firma per altri le commedie Pane e burlesque, Sconnessi, Compromessi sposi e Un matrimonio mostruoso.
Nel 2017 scrive, con Alessia Crocini e Fabio Morici, e dirige la sua opera prima Nove lune e mezza, di cui è protagonista con Claudia Gerini. Dirige anche il videoclip del brano della colonna sonora Ho cambiato i piani di Niccolò Agliardi cantato da Arisa. Nel 2019 scrive insieme ad Alberto Manni e dirige Brave ragazze, con Ambra Angiolini e Serena Rossi. Nel 2020 scrive insieme a Fabio Bonifacci e dirige Genitori vs influencer, con Fabio Volo. Nel 2021 scrive e co-dirige con Bindu De Stoppani la serie Netflix Guida astrologica per cuori infranti, tratta dall'omonimo libro di Silvia Zucca. Nel 2022 dirige Una gran voglia di vivere con Fabio Volo e Vittoria Puccini, tratto dall'omonimo romanzo che adatta con Filippo Bologna. Nel 2024 scrive con Daniela Delle Foglie e dirige il Prime Original Pensati sexy, con Diana Del Bufalo, Raoul Bova e Valentina Nappi. Nel 2024 dirige l'episodio "100 anni di bellezza" nel film collettivo "100 anni di Luce" per i cento anni dell'Istituto Luce. Nel 2025 scrive, con Alessia Crocini e Tommaso Triolo, e dirige il film "Unicorni" con Edoardo Pesce, Valentina Lodovini; nello stesso anno scrive, con Daniela Delle Foglie, e dirige "Ancora più sexy", sequel del film "Pensati sexy". 
Nel 2018 è uscito il suo primo libro Non me lo chiedete più, edito da HarperCollins, un saggio umoristico sul tema delle childfree.
Nel 2023 è nel cast fisso di Belve di Francesca Fagnani (Rai 2).
Cura la rubrica La posta del cuore ed altri organi vitali sul mensile Molto Donna del quotidiano il Messaggero.

## Vita privata
Nel 2004 sposa il videomaker Alessio Saglio, da cui divorzia ne 2009.  Nel 2013, durante le riprese del film Stai lontana da me, conosce  l'attore Massimiliano Vado. Il 21 maggio 2015 la coppia si è unita civilmente a Roma in Campidoglio come gesto di solidarietà verso le persone che all'epoca non potevano accedere al matrimonio. La coppia, che ha deciso di non avere figli, si è separata nel 2023. 

## Regista
- Dietro un grande uomo - cortometraggio (2016)
- Nove lune e mezza (2017)
- Brave ragazze (2019)
- Genitori vs influencer (2021)
- Guida astrologica per cuori infranti - serie TV - episodi 1x04-1x05-2x01-2x02-2x03 (2021-2022)
- Una gran voglia di vivere (2023)
- Pensati sexy (2024)
- 100 anni di bellezza - cortometraggio nel film a episodi 100 di questi anni (2024)
- Unicorni (2025)
- Ancora più sexy (2026)

## Sceneggiatrice
- Pazze di me, regia di Fausto Brizzi (2013) - dialoghi
- Indovina chi viene a Natale, regia di Fausto Brizzi (2013) - dialoghi
- Pane e burlesque, regia di Manuela Tempesta (2014)
- Ombrelloni, regia di Riccardo Grandi - serie tv (2014)
- Dietro un grande uomo - cortometraggio (2016)
- Nove lune e mezza (2017)
- Sconnessi, regia di Christian Marazziti (2018)
- Brave ragazze (2019)
- Genitori vs influencer (2021)
- Guida astrologica per cuori infranti, episodi 1x04-1x05-2x01-2x02-2x03  (2021-2022) - serie TV
- Una gran voglia di vivere (2023)
- Un matrimonio mostruoso, regia di Volfango De Biasi (2023)
- Pensati sexy (2024)
- Natale senza Babbo, regia di Stefano Cipani (2024)
- Unicorni, regia di Michela Andreozzi (2025)

## Attrice

### Cinema
- Torno subito, regia di Simone Damiani (2008)
- Basilicata coast to coast, regia di Rocco Papaleo (2010)
- Finalmente la felicità, regia di Leonardo Pieraccioni (2011)
- Nessuno mi può giudicare, regia di Massimiliano Bruno (2011)
- Com'è bello far l'amore, regia di Fausto Brizzi (2012)
- Stai lontana da me, regia di Alessio Maria Federici (2013)
- Fuga di cervelli, regia di Paolo Ruffini (2013)
- Tutta colpa di Freud, regia di Paolo Genovese (2014)
- Pane e burlesque, regia di Manuela Tempesta (2014)
- Ti sposo ma non troppo, regia di Gabriele Pignotta (2014)
- Fratelli unici, regia di Alessio Maria Federici (2014)
- La notte è piccola per noi, regia di Gianfrancesco Lazotti (2014)
- Natale col boss, regia di Volfango De Biasi (2015)
- Torno indietro e cambio vita, regia di Carlo Vanzina (2015)
- Beata ignoranza, regia di Massimiliano Bruno (2017)
- Nove lune e mezza, regia di Michela Andreozzi (2017)
- Finché giudice non ci separi, regia di Toni Fornari (2017)
- Se son rose, regia di Leonardo Pieraccioni (2018)
- Brave ragazze, regia di Michela Andreozzi (2019)
- Genitori vs influencer, regia di Michela Andreozzi (2021)
- Una gran voglia di vivere, regia di Michela Andreozzi (2023)
- In fuga con Babbo Natale, regia di Volfango De Biasi (2023)
- Natale senza Babbo, regia di Stefano Cipani (2024)
- Fuori la verità, regia di Davide Minnella (2025)
- Unicorni, regia di Michela Andreozzi (2025)

### Fiction
- Via Zanardi, 33, regia di Andrea Serafini - sitcom (2001)
- Diritto di difesa, regia di Donatella Maiorca - serie (2003)
- La squadra, registi vari - serie (2005-2007)
- Terapia d'urgenza, regia di Gianpaolo Tescari - serie (2007)
- Don Matteo – serie TV (2008-2014)
- Un posto al sole – soap opera (2008)
- Crociera Vianello, regia di Maurizio Simonetti – film TV (2008)
- Un amore di strega, regia di Angelo Longoni – film TV (2008)
- 7 vite – sitcom (2007-2009)
- Distretto di Polizia – serie TV (2009-2012)
- I promessi suoceri, regia di Giulio Manfredonia – film TV (2010)
- Il commissario Manara 2 – serie TV (2010-2011)
- I Cesaroni 5 – serie TV (2012)
- Ombrelloni, regia di Riccardo Grandi – sitcom (2013)
- Una casa nel cuore, regia di Andrea Porporati – film TV (2015)
- Rimbocchiamoci le maniche, regia di Stefano Reali – serie TV (2016)
- Romolo + Giuly: La guerra mondiale italiana – serie TV (2018-2019)[4]
- Illuminate: Lina Wertmüller, regia di Marco Spagnoli – docufilm (2022)

### Cortometraggi
- Cuore di clown, regia di Paolo Zucca (2011)
- Nelle sue mani, regia di Clarissa Cappellani (2011)
- Lei e l'altra, regia di Max Nardari (2012)
- What we are talking about, regia di Luca di Molfetta (2012)
- L'amore che vorrei, regia di Gabriele Pignotta (2016)
- Il lato oscuro, regia di Vincenzo Alfieri (2016)

## Teatro

### Attrice
- Senz'acqua cibo e sesso di Giampaolo Morelli (1999)
- Dramma della gelosia, regia di Gigi Proietti (1999-2000)
- Nemici di casa, regia di Pino Ammendola (2002-2003)
- Dov'è finita Cenerentola?, regia di Enrico Maria Lamanna (2003-2004)
- Perché non rimani a colazione? di Ray Cooney (2005)
- Doppiacoppia, di Paola Tiziana Cruciani  (2004-2005, 2013-2014)
- A cuore aperto, di Patrizio Cigliano (2008)
- L'inquilina del piano di sopra, di Pierre Chesnot (2009)
- Cose di casa, di Paola Tiziana Cruciani (2009)
- Addio al nubilato, di Francesco Apolloni (2011)
- Se tutto va male divento famoso, di Gabriele Pignotta (2011)
- C'eravamo troppo amati, di Pierre Palmade e Muriel Robin (2012-2013)
- Maldamore, di Angelo Longoni (2012)
- A letto dopo Carosello, regia di Paola Tiziana Cruciani (dal 2010)
- Ti vuoi mettere con me? L'amore al tempo delle mele, regia di Paola Tiziana Cruciani (dal 2011)
- Maledetto Peter Pan, regia di Massimiliano Vado (dal 2014)
- Forbici follia, regia di Marco Rampoldi (2014)
- Ring, regia di Massimiliano Vado (2014)
- Compagni di banco, di Federico Moccia (2015)
- Ostaggi di Angelo Longoni (2017)
- Figlie di Eva, di Michela Andreozzi, regia di Massimiliano Vado (2019)
- Love Match di Michela Andreozzi e Massimiliano Vado (2022)
- Dream box, regia di Toni Fornari (2023)

### Autrice/Regista
- dirige Dove hai perso la lingua, Maria? di Christine Bruckner (2004)
- scrive e dirige Rosaspina (2004)
- dirige Lasciala sanguinare, di Benjamìn Galemiri (2005)
- scrive e dirige Un'altra fame - Sesso chimico (2007-2009)
- scrive La Festa, regia di Georgia Lepore (2011)
- scrive A letto dopo Carosello, regia di Paola Tiziana Cruciani (dal 2010)
- scrive Ti vuoi mettere con me? L'amore al tempo delle mele, regia di Paola Tiziana Cruciani (dal 2011)
- scrive Diversamente giovani, regia di Luca Manzi e Massimiliano Vado (2013)
- scrive Storie di Claudia, regia di Giampiero Solari (2015)
- scrive Prestazioni straordinarie, regia di Massimiliano Vado (2018)
- scrive Figlie di Eva, regia di Massimiliano Vado (2019)
- adatta Fiori d'acciaio, regia di Michela Andreozzi e Massimiliano Vado (2021)
- scrive Love Match, regia di Michela Andreozzi e Massimiliano Vado (2022)
- dirige Paura, di Annalisa Aglioti (2023)

## Programmi Tv
- Domenica in (Rai 1, 1988-1990)
- Non è la Rai (Canale 5, 1992-1993, Italia 1, 1993-1995)
- La posta del cuore (Rai 2, 1998)
- Zelig (Italia 1, 1998-1999)
- Bigodini (Italia 1, 2000)
- Telerentola (LA7, 2001)
- Quelli che il calcio e... (Rai 2, 2001-2002)
- Assolo (LA7, 2003)
- Due sul divano (LA7, 2004-2005)
- Suonare Stella (Rai 2, 2005)
- Colorado cafè (Italia 1, 2012-2013)
- Tale e quale show (Rai 1, 2014) – concorrente
- Cinepop (Sky Cinema, 2018)
- Cortesie per gli ospiti B&B (Real Time, 2019) – giudice
- Cortesie in famiglia (Real Time, 2021) – giudice
- Belve (Rai 2, 2023)

## Radio
- Fuori onda (Rai Radio 2, 1996-1997)
- Il cammello di Radio2 (Rai Radio 2, 1999-2000)
- Www Punto G (RDS, 2001-2002)
- Del nostro meglio (Rai Radio 2, 2002-2003)
- Ottovolante (Rai Radio 2, 2004-2013)
- Brave ragazze (Rai Radio 2, 2009-2014)
- Ottovolante Vintage (Rai Radio 2, 2013)
- Radio1 Plot Machine (Rai Radio 1, 2015)

## Discografia
- 1994 - Non è la Rai novanta5 (con Vattene via e La botta)
- 1995 - Non è la Rai gran finale (con Parole parole, Scende la pioggia, Land of 1000 Dances, Tu si 'na cosa grande e La musica è finita)
- 2016 - A letto dopo carosello (ed. Lushlife) con Piji Siciliani et Bateaumanouche

## Riconoscimenti
- Premio Salvo Randone 2009
- Marforio d'oro 2014
- Premio Afrodite per la commedia 2014
- Premio Raicinema Channel Cortinametraggio 2015 a D.U.G.U.
- Miglior Cortometraggio Terra di Siena Film Festival 2015 a D.U.G.U.
- Miglior Cortometraggio Terminillo Film Festival 2016 a D.U.G.U.
- Premio Persefone Miglior One Woman Show 2016
- Premio Ad Maiori per il teatro 2017
- Premio Ausonia per il teatro 2017[5]
- Miglior Film Giuria Giovani Sudestival 2018 a Nove lune e mezza
- Premio Persefone Comicus per il teatro 2018
- Premio Simpatia 2018[6]
- Miglior Film Vento del Nord Festival di Lampedusa 2018 a Nove lune e mezza
- Magna Grecia Award Remo Remotti 2019[7]
- Premio Libera-Mente Asti Film Festival 2019 a Nove Lune e mezza
- Miglior Regista Emergente Filming Italy Best Movie Award 2019
- Premio Diva e Donna 2019[8]
- Premio Afrodite 2019 per la miglior commedia a Brave Ragazze
- Premio del Pubblico N.I.C.E New Italian Cinema Events 2020 a Brave Ragazze
- candidatura Nastro D'argento  Miglior Commedia 2021 per Genitori Vs Influencer
- Premio Pulcinella 2021
- Premio Anna Magnani 2023
- Premio Troisi 2023
- Premio Portofinodays 2024
- Premio Margutta 2024